# Barretos
Barretos – miasto w południowo-wschodniej Brazylii, na Wyżyny Brazylijskiej, w stanie São Paulo.
- Liczba mieszkańców: 108 273
- Powierzchnia miasta: 1 568 km²

W tym mieście rozwinął się przemysł obuwniczy, spożywczy oraz meblarski.
W mieście ma siedzibę klub piłkarski Barretos EC.